# Retrato de Francisco de Pisa (El Greco)
El Retrato de Francisco de Pisa es una pintura del Greco. Aunque no hay unanimidad entre los especialistas sobre quién es el personaje retratado, se suele considerar que es el eclesiástico y catedrático toledano Francisco de Pisa, amigo del pintor.

## Análisis de la obra

### Datos técnicos y registrales
- Actualmente en Fort Worth, Museo de Arte Kimbell:[1]
- Pintura al óleo sobre lienzo;
- Dimensiones: 116 x 86 cm, según Wethey (107 x 90 cm, según el Museo)
- Datación: c.1600-1610, según Wethey (c.1610–14, según el Museo);
- Catalogado por Wethey con el n º.132 y por Tizana Frati con la referencia 139.[2]

### Descripción de la obra
Se desconoce la identidad del personaje retratado. Antiguamente se había identificado con Diego de Covarrubias pero, según Wethey, podría tratarse de Giacomo Bosio, debido a las palabras BOSIUS CANONICI, inscritas en el libro. Sin embargo, la mayoría de estudiosos piensan que se trata de Francisco de Pisa —un amigo del Greco— quien también figura en otro Retrato de Francisco de Pisa, una miniatura sobre cartulina.
La postura del retratado es muy similar a la del Retrato del cardenal Tavera, quien también apoya sus manos sobre un libro abierto, colocado sobre una mesa cubierta por un tapete verde. El modelo observa al espectador, estableciendo una distancia respetuosa a través de su mirada. El personaje se muestra en tres cuartos de perfil, sobre un fondo neutro. Aunque su faz parece enfermiza, el Greco muestra también su carácter fuerte y vital.

## Procedencia
- Probablemente, Convento de la Purísima Concepción (Toledo), en 1616.
- Javier de Quinto, Madrid y París;
- Su viuda, condesa de Quinto;
- Venta en París, 1862. n º. 66 (identificado como Diego de Covarrubias);
- Alphonse Oudry, París y Nápoles;
- Venta en Hotel Drouot, París, 16-17 de abril de 1869, n º.138 (como Portrait of Cavorrubias);
- Comprado por 430 francos por Félix Bamberg, Mesina, 1869;
- Comprado por Carlos I de Rumania. Castillo Peleș, probablemente en 1879;
- Legado a la Corona de Rumanía, por el testamento de Carlos I, en 14/26 de febrero de 1899;
- Propiedad de la Corona de Rumanía, 1914-1947;
- Transferido a Miguel I de Rumania en 11/12 de noviembre de 1947;
- Wildenstein & Co., Nueva York;
- Adquirido por la Kimbell Art Foundation, Fort Worth, 1977.[6]